# João Souza (esgrimista)
João Antônio de Albuquerque e Sousa (Porto Alegre, 23 de agosto de 1983) é um esgrimista brasileiro. Conquistou a medalha de bronze no florete no Pan-americano do Rio em 2007. Participou dos Jogos Olímpicos de Verão de 2008 em Pequim e foi derrotado nas dezesseis avos de final.